# Castillo de Zalia
El castillo de Zalia o Zalía es una fortaleza situada en el municipio de Alcaucín, en la provincia de Málaga (España). El castillo, hoy en ruinas, se levanta frente al casco urbano de Alcaucín, al otro lado del río, sobre una colina suave, en el histórico camino real nazarita que unía Granada con Málaga.
Es éste uno de los restos de fortificaciones más antiguos que se conocen. Se ha pensado que bien pudiera haber sido construido por los fenicios, y posteriormente fue reconstruido por los árabes. Los árabes construyeron el actual castillo con su doble anillo de murallas, alcanzando cierto apogeo merced de la crianza de ganado y al cultivo del cereal. Más tarde fue conquistado por los Reyes Católicos en septiembre de 1485, sirviendo esta fortificación como "prisión - obispado de los levantiscos moriscos". Esta conquista se logró por la traición de un árabe de ascendencia cristiana residente en Zalia.

## Descripción
El Castillo de Zalia se encuentra en una posición estratégica al estar situado en el histórico camino real nazarí que unía la capital granadina con el litoral de la Axarquía a través del paso de Zafarraya. El acceso al Castillo de Zalia se realiza desde la carretera que se dirige a Granada. Su entrada principal estuvo orientada al norte.
Se observan distintas técnicas y materiales edilicios en este castillo. En el recinto exterior de mampostería, alternan los cubos cuadrados con los semicirculares, y en el recinto interior las dos torres de la entrada son de mampostería, aunque están rematadas en tapial, y el muro de cierre de este recinto junto al aljibe es también de tapial. Los fragmentos de cerámica encontrados pertenecen a la última etapa de dominación islámica; su cronología abarcaría el periodo comprendido entre los siglos X y XV.

### Planta
El castillo tiene planta irregular, adaptándose con gran precisión a las curvas de nivel; las dimensiones aproximadas del recinto son 120 m, en dirección este-oeste, por 150 m, en dirección norte-sur. Permanecen en pie algunas torres y restos de muralla, reconociéndose las trazas de lo que fue la fortaleza vigía, situada, como era usual, en uno de los extremos del recinto amurallado. Consta de un doble recinto amurallado, siendo ambos muy irregulares. Cuenta el exterior con gruesos muros de mampostería, jalonados por torres de sección cuadrada y algunas circulares; han desaparecido varios lienzos de muralla, estando otros muy desplazados. El recinto interior, más regular, tiene en su interior un aljibe y una impresionante puerta de ingreso flanqueada por dos grandes torres de mampostería, recrecidas de tapial en su parte superior.

### Muros
Los muros presentan diferentes tipologías según el caso:
- Mampostería ordenada a partir de una línea definida por lajas y ripios, aunque en algún caso aparecen ladrillos. Quedan restos de un enfoscado con mortero de cal que recubría los ripios, dejando la piedra vista rehundida, rodeada por una vitola, dando un aspecto de mayor regularidad. Este revestimiento ha desaparecido en la mayoría de los paramentos, lo que está provocando el deterioro de estos.
- Muro de tapial calicastrado, es decir, con una costra de mortero de cal en el exterior, quedando una superficie lisa. Estos restos se sitúan en la zona norte, formando parte posiblemente de la torre del homenaje.

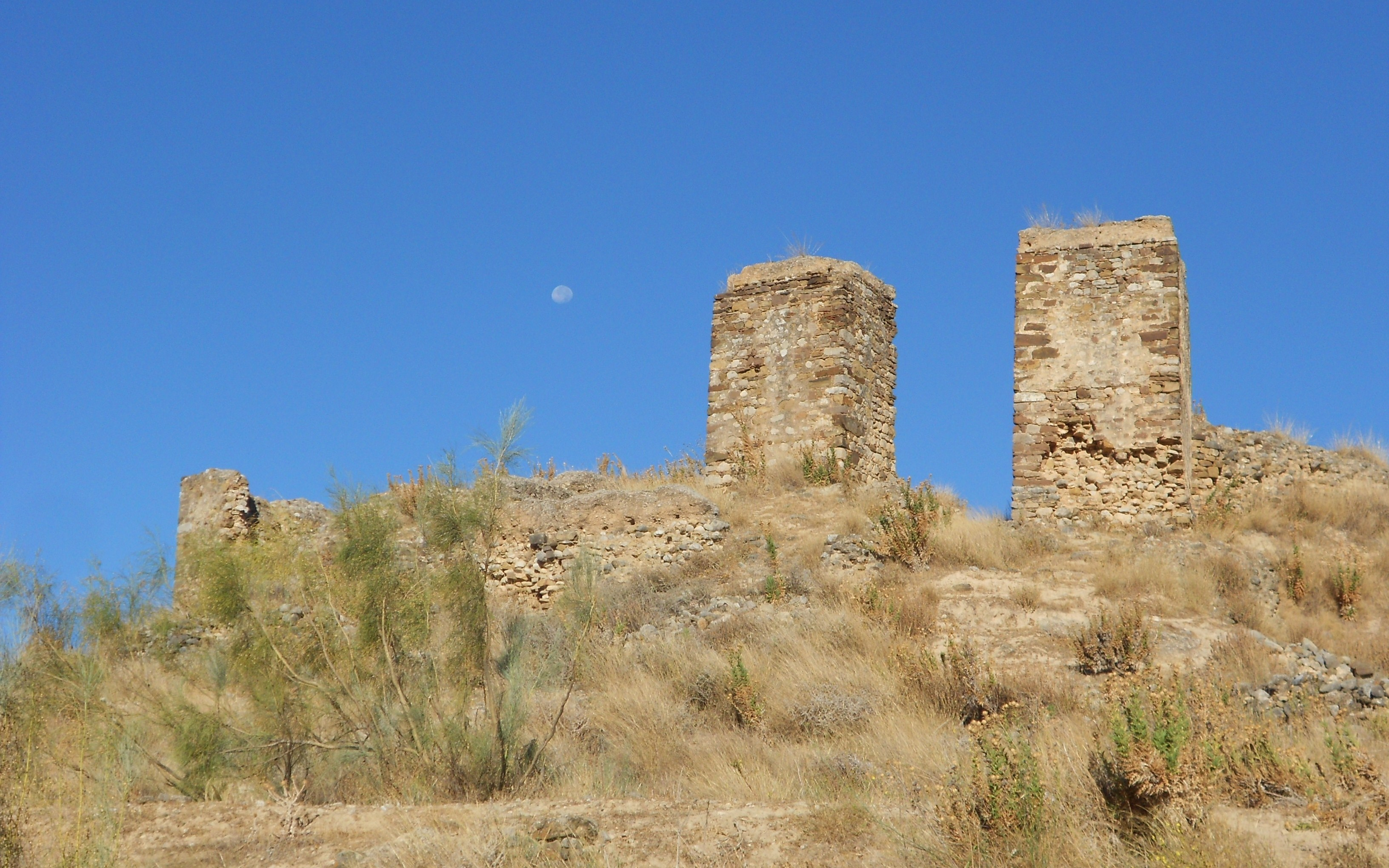
Castillo de Zalia

### Torres
Algunas torres aún presentan restos de una coronación a modo de parapeto o merlatura de tapial, e incluso elementos para la evacuación de aguas pluviales. Se identifican restos de torres cilíndricas y rectangulares, todas ellas de mampostería ripiada en el exterior, aunque las de entrada presentan labores de cantería más trabajada en las esquinas. Como elementos no estructurales, contamos con un gran aljibe cuadrangular que se encuentra ubicado en el centro norte del castillo, dentro del recinto interior.

## Leyendas
Un día, esta persona se encaminó hacia Alhama de Granada con el propósito de ver a Gutiérrez de Padilla, capitán de la villa. Éste junto con su hermano formaba parte del personal del castillo, y como personas renegadas estaban dispuestos a prestar ayuda al capitán de Alhama de Granada en su intento de tomar la fortaleza. El capitán se fio de ellos y preparó lo más rápidamente a un grupo de caballeros y peones que salieron de Alhama y llegaron al pie de la muralla ya caída la noche. Una vez allí, el traidor dio la contraseña e hizo que los caballeros pudieran entrar al castillo. Desafortunadamente éste fue maniatado y arrojado desde una de las almenas, y los caballeros asaltaron el castillo. Cuando se dieron cuenta los árabes de lo que estaba ocurriendo, ya era demasiado tarde, pues muchos cristianos se habían apoderado de las almenas, entablándose una lucha en la que los árabes fueron derrotados. La plaza fortificada pasó a manos castellanas.
El castillo recibe el nombre de Zalia, ya que se decía que la reina Zalia bajaba diariamente al río para bañarse. En las noches de luna llena, esta reina Zalia bajaba a un pequeño estanque situado en la parte más cimera de la fortaleza, llamada La alberca de la reina Zalia.
Una noche, un joven nazarí se acercó hacia la alberca, contemplando el baño de aquella mítica mujer. Mientras la veía sumergirse entre pétalos y nenúfares dentro del agua, fue sorprendido por un guardia y posteriormente fue conducido a La Cerca, donde vivió el resto de sus días recordando aquella mujer, con la piel luminosa, tersa y delicada. Según viejas tradiciones orales, La Cerca sería un antiguo penal, dependiente del castillo de Zalía, donde los árabes encerraban a sus enemigos.
En las proximidades de la fortaleza existía una laguna. Se dice que un asno cargado de monedas de oro cayó a él y se sumergió en su interior desapareciendo bajo las aguas sin dejar rastro. Fueron muchos los días que se intentó localizar al asno, pero todo fue inútil: tanto el animal como las monedas de oro parecían haber sido tragadas por la laguna y nunca más se supo nada acerca de ello.